# Uogólnianie przez konstrukcję
Uogólnianie „przez konstrukcję” – w dydaktyce matematyki jest typem uogólnienia pojęcia. Polega na świadomym konstruowaniu nowego pojęcia tak, by było ono nadrzędne do pojęcia wcześniej poznanego.

## Przykłady
- Uczeń poznaje pojęcie kwadratu oraz zastanawia się, z jakich warunków definicyjnych należy zrezygnować, by odkryć pojęcie ogólniejsze (takie jak np. prostokąt).
- Uczeń poznaje aksjomatyczne pojęcie liczb naturalnych, a następnie konstruuje liczby całkowite.